# Willi Baumeister
Willi Baumeister (22 de gener de 1889 - 3 d'agost de 1955) va ser un pintor informalista, escenògraf, fotògraf i tipògraf alemany.

## Biografia
Va néixer a Stuttgart. Allí va ser educat com a pintor decorador entre 1905 i 1907. Alhora, va començar a estudiar art a l'Acadèmia d'Art de Stuttgart (Kunstakademie) amb Robert Poetzelberger, Josef Kerschensteiner, i Adolf Hölzel. Allà es va fer amic de Oskar Schlemmer. Va haver d'interrompre els seus estudis pel servei militar obligatori. La seva obra va estar molt influïda per l'art primitiu i l'obra de Joan Miró.
Fa part del moviment artístic del Novembergruppe (1918). El 1919 va realitzar el seu primer «quadre mur» ( Mauer Bilder), un panell l'estructura en relleu com d'un mur aconseguia, en què integrava les seves experiències cubistes. El 1926, Baumeister es va casar amb la pintora Margarete Oehm. Aquest mateix any va celebrar la seva primera exposició individual a París. El 1927, va començar a ensenyar com a professor a la Stadelschule (Escola Municipal d'Art) de Frankfurt del Main, però va ser destituït del seu càrrec el 31 de març de 1933 pels nazis. Les seves obres van formar part de l'exposició d'art degenerat que el règim nazi va organitzar el 1937 i el 1938 se li va prohibir fer classes. Després de la guerra va tornar a donar classes de pintura a Stuttgart (1946). Baumeister va morir a Stuttgart.

## Obra
Les seves pintures són geometritzants, després d'un començament encara figuratiu, però amb el pas del temps es converteix en un artista clarament abstracte. Durant l'època en què va estar prohibit pels nazis va desenvolupar una sèrie de pintures conegudes com a ideogrames, que són signes purs i en els quals s'adverteixen influències de l'art africà i mesopotàmic.
Va ser professor a l'Acadèmia Städel a Frankfurt fins que l'arribada del règim nazi el va apartar de la docència que no va poder recuperar fins acabada la guerra. Entre els seus alumnes es trobava Marta Hoepffner.